# Alexander Wjatscheslawowitsch Schulin
Alexander Wjatscheslawowitsch Schulin (russisch Александр Вячеславович Жулин; * 20. Juli 1963 in Kaliningrad bei Moskau) ist ein russischer Eiskunstläufer, der im Eistanz für die Sowjetunion, das Vereinte Team und Russland startete.

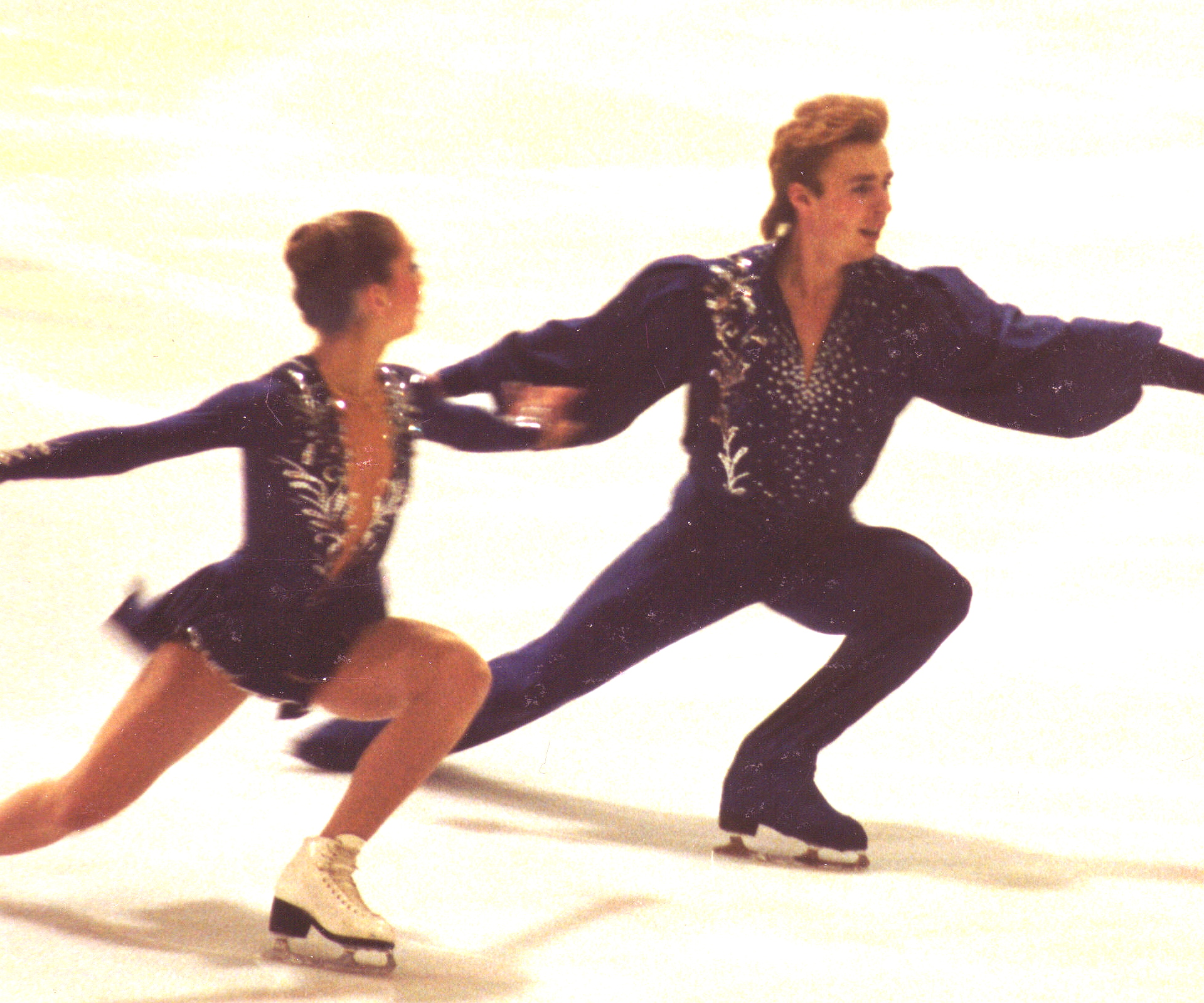
Alexander Schulin und Maja Ussowa beim Schaulaufen in West-Berlin 1989

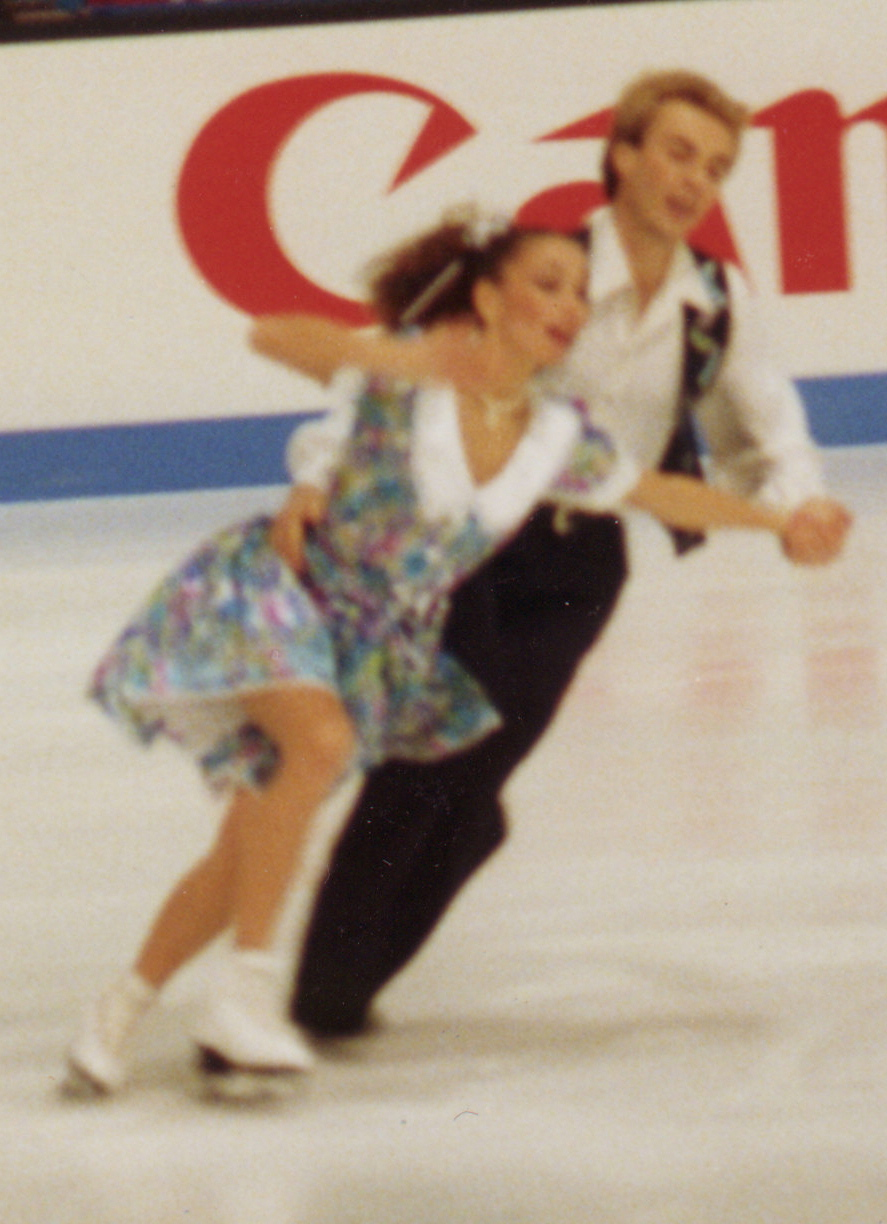
Alexander Schulin und Maja Ussowa bei der Kür der Europameisterschaft 1994 in Kopenhagen

Alexander Schulin startete mit Maja Ussowa im Eistanzen. Ihre Trainerin war Natalja Dubowa. Im Zeitraum von 1989 bis 1994 gewannen sie bei allen international bedeutenden Meisterschaften, bei denen sie antraten, eine Medaille. 1993 wurden sie in Helsinki Europameister und in Prag Weltmeister. Auch bei ihren beiden Teilnahmen an Olympischen Spielen standen Ussowa und Schulin auf dem Podium. 1992 in Albertville errangen sie die Bronzemedaille und 1994 in Lillehammer die Silbermedaille. Das Paar heiratete noch während ihrer Amateurkarriere im Jahr 1986. Die Ehe wurde jedoch aufgrund von Schulins Affäre mit Oxana Grischtschuk geschieden.
Ussowa und Schulin beendeten 1994 ihre Amateurkarriere, wurden Profis, traten bei Eisshows auf und gewannen diverse Profiwettbewerbe. Nach der Scheidung von Maja Ussowa fand ein Tausch der Tanzpartner statt. Während Maja Ussowa fortan mit Jewgeni Platow auftrat, lief Alexander Schulin mit Oxana Grischtschuk. Das Paar Grischtschuk/Schulin trennte sich aber wieder.
Im Jahr 2000 heiratete Alexander Schulin die Eistänzerin Tatjana Nawka. Die gemeinsame Tochter Sascha wurde im Mai 2000 geboren. Die Familie wohnte in New Jersey, kehrte aber 2006 wieder nach Moskau zurück. Ende des Jahres 2007 gaben sie ihre Trennung bekannt. Schulin war der Trainer seiner Frau und deren Eistanzpartner Roman Kostomarow. Später trainierte er Nathalie Péchalat und Fabian Bourzat sowie Jelena Iljinych und Nikita Kazalapow.

## Ergebnisse

### Eistanz
(mit Maja Ussowa)
| Wettbewerb / Jahr           | 1984 | 1985 | 1986 | 1987 | 1988 | 1989 | 1990 | 1991 | 1992 | 1993 | 1994 |
| --------------------------- | ---- | ---- | ---- | ---- | ---- | ---- | ---- | ---- | ---- | ---- | ---- |
| Olympische Winterspiele     |      |      |      |      |      |      |      |      | 3.   |      | 2.   |
| Weltmeisterschaften         |      |      |      |      |      | 2.   | 3.   | 3.   | 2.   | 1.   |      |
| Europameisterschaften       |      |      |      |      | 4.   | 2.   | 2.   | 3.   | 2.   | 1.   | 3.   |
| Sowjetische Meisterschaften | 2.   |      | 3.   | 3.   | 3.   | 2.   | 2.   | 1.   |      |      |      |